# Rhinella martyi
Espèce
Statut de conservation UICN

 LC  : Préoccupation mineure
Rhinella martyi est une espèce d'amphibiens de la famille des Bufonidae.

## Répartition
Cette espèce se rencontre entre 50 et 510 m d'altitude, :
- au Suriname ;
- au Guyana ;
- en Guyane ;
- au Brésil dans la Serra do Navio dans l'État d'Amapá.

Sa présence est incertaine au Venezuela.

## Description
Le mâle mesure en moyenne 52,33 mm et la femelle 68,85 mm.

## Étymologie
Cette espèce est nommée en l'honneur de Christian Marty.

## Publication originale
- Fouquet, Gaucher, Blanc & Vélez-Rodriguez, 2007 : Description of two new species of Rhinella (Anura: Bufonidae) from the lowlands of the Guiana shield. Zootaxa, no 1663, p. 17-32 (texte intégral).